# Myosorex zinki
Myosorex zinki és una espècie de mamífer de la família de les musaranyes (Soricidae) endèmic de Tanzània. El seu hàbitat natural són els montans humits i aiguamolls tropicals o subtropicals.